# Gare d'Amboise
La gare d'Amboise est une gare ferroviaire française de la ligne de Paris-Austerlitz à Bordeaux-Saint-Jean, située sur le territoire de la commune d'Amboise, dans le département d'Indre-et-Loire, en région Centre-Val de Loire.
C'est une gare de la Société nationale des chemins de fer français (SNCF), desservie par des trains Interloire et TER Centre-Val de Loire.

## Situation ferroviaire
Établie à 61 mètres d'altitude, la gare d'Amboise est située au point kilométrique (PK) 212,228 de la ligne de Paris-Austerlitz à Bordeaux-Saint-Jean, entre les gares de Limeray et de Noizay.

## Histoire
La gare est mise en service le 2 avril 1846 par la Compagnie du chemin de fer d'Orléans à Bordeaux lorsqu'elle ouvre le tronçon des Aubrais à Tours du chemin de fer d'Orléans à Bordeaux.
En 2016, selon les estimations de la SNCF, la fréquentation annuelle de la gare est de 489 799 voyageurs, après 504 017 voyageurs en 2015 et 483 002 voyageurs en 2014.

## Service des voyageurs

### Accueil
Gare SNCF, elle dispose d'un bâtiment voyageurs, avec guichets, ouvert tous les jours. Elle est équipée d'automates pour l'achat de titres de transport TER.
La gare dispose de deux quais : le quai 1 mesure 423 m et le quai 2 mesure 432 m.

### Desserte
Amboise est desservie par des trains régionaux du réseau TER Centre-Val de Loire. L'offre de ces derniers est constituée de missions omnibus ou quasiment omnibus circulant entre Blois - Chambord et Tours, de missions semi-directes circulant entre Orléans et Tours, d'autres missions semi-directes entre Paris-Austerlitz et Tours, et de l'Interloire circulant entre Orléans et Nantes, Saint-Nazaire ou Le Croisic.

### Intermodalité
Un parc pour les vélos et un parking sont aménagés à ses abords. Elle est desservie par le réseau de bus d'Amboise (toutes les lignes) et par des autocars du réseau Rémi (lignes TA et TB).